# Fiðla

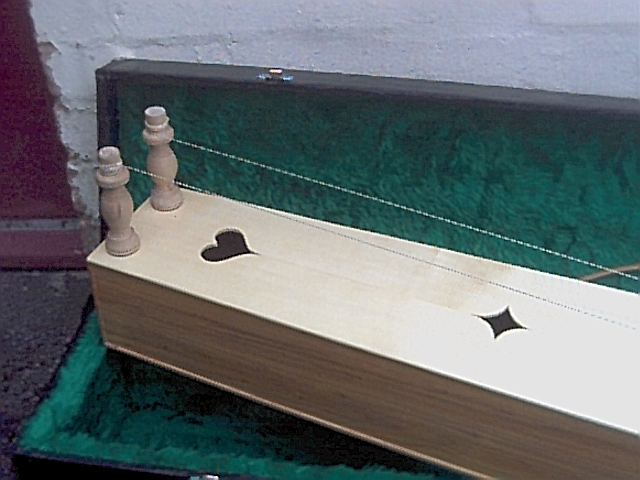
Zona de las clavijas del violín.

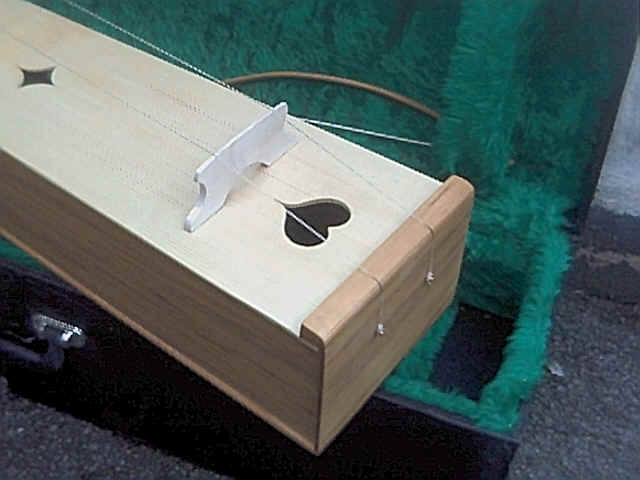
Zona del puente del violín.

El violín islandés (en islandés: fiðla, AFI: [ˈfɪðla]) es un instrumento musical tradicional de Islandia. Consiste en una caja de cítara con dos cuerdas inclinadas. Las cuerdas pasan sobre un puente cerca de uno de los extremos del instrumento, y para afinarla, en el otro extremo posee dos clavijas. Se la toca con un arco como el otro instrumento tradicional islandés, el langspil.
Se hace referencia al viólin en un cuento popular islandés del siglo XVI, pero no fue bien descrito hasta el siglo XVIII. Comenzó a caer en desuso en el siglo XIX. El Museo Nacional de Islandia tiene tres ejemplares, el más antiguo data del año 1800.